# Parowóz osobowy
Parowóz osobowy – parowóz przewidziany konstrukcyjnie do obsługi pociągów osobowych, cechujący się średnicą kół napędowych ok. 1500-1800 mm, prędkością maksymalną 80-110km/h. Zwykle były wyposażone w oś przednią, w celu stabilnego biegu. Miały zazwyczaj 3 osie napędowe, chociaż niektóre konstrukcje (np. Ot1) miały tych osi 4. 
W polskim systemie oznaczeń parowozy osobowe nosiły oznaczenia zaczynające się od litery "O" (od: "osobowy"), w pruskim systemie - od litery "P" (np. P8), w niemieckim - numery serii (BR) od 20 do 39.
Najbardziej znane parowozy osobowe eksploatowane na [PKP] to:
- Ok1
- Ok22
- Os24
- Ol49